# جورج وودكوك
جورج وودكوك(1912-1995) شاعر ومؤرخ وكاتب سياسي كندي ألف كتاب اللاسلطوية الذي نشر علم 1962 واشتهر به الكاتب،والكتاب يعد وحتى الآن من أشهر الكتب في مجاله وترجم للعديد من اللغات.

## حياته
ولد جورج وودكوك في مدينة وينيبيغ عاصمة وكبرى مدن مقاطعة مانيتوبا الكندية لكنه إنتقل مع والديه في سن مبكرة إلى إنجلترا ورغم أن عائلته فقيرة إلا أن جده عرض عليه التكفل بكامل رسومه الدراسية إذا أراد الدراسة في جامعة كامبريدج لكنه كان قد شرع بالدراسة بمعهد ديني انجليكاني،وبعدها حصل على وظيفة في شركة لسكك الحديد وخلال عمله وفي تلك الفترة بدأ اهتمامه ثم إيمانه بالمعتقد الاسلطوي والذي بقي معه حتى نهاية حياته وكتب سيرة الذاتية لبيير جوزيف برودون السياسي الفرنسي الاسلطوي كما كتب سير ذاتية لكل من أوسكار وايلد وويليام غودوين وبيوتر كروبوتكين، وخلال تلك السنوات قابل بعض مشاهير الأدب من ضمنهم ألدوس هكسلي وت. س. إليوت الحائز على جائزة نوبل في الأدب.
في نهاية حياته بدأ اهتمامه بقضية التبت وسافر للهند ودرس البوذية وغدا من أصدقاء الدالي لاما، وأسس جورج وودكوك برامج لمساعدة الكتاب الكنديين ماليا في حالت كانت ظروفهم الاقتصادية وحالتهم المادية تمنعهم أو تعطلهم عن الكتابة 

## روابط خارجية
- جورج وودكوك على موقع الموسوعة البريطانية (الإنجليزية)